# A-da-Rainha
A-da-Rainha era, em 1747, uma pequena aldeia portuguesa da freguesia de Nossa Senhora da Luz (Carvoeira), Comarca e termo da vila de Torres Vedras, Província da Estremadura. O seu prior era apresentado pelos priores da Igreja Matriz de São Pedro de Torres Vedras.